# Jacobo Zorzi
Jacobo Zorzi (en italiano: Giacomo Giorgi) fue el marqués de Bodonitsa desde 1388 a 1410. Fue el último verdadero gobernante de Bodonitsa.
Jacobo era el hijo mayor de Francisco Zorzi, de origen veneciano, y Eufrósine Sommaripa de las Cícladas. Sucedió a su padre alrededor de 1388 y bajo la regencia de su madre. Poco antes de su muerte, Francisco había dejado de pagar el tributo anual al Ducado de Atenas, aunque seguía siendo uno de los pares del Principado de Acaya. En 1393-1394, sin embargo, el sultán otomano Beyazid I invadió el norte de Grecia y conquistó el Condado de Salona, otro estado cruzado que se remontaba a la Cuarta Cruzada. Lamía y Neopatria fueron capturados y Farsalo y Domokos fueron abandonados por los serbios, cuyo líder era cuñado de Jacobo. Por alguna razón, Bodonitsa se salvó y solo se limitó a pagar un tributo anual al sultán. En 1403, 1408 y 1409, Jacobo fue parte de los tratados entre Venecia y el emir Suleiman Çelebi y en el primero de ellos consiguió librarse de sus obligaciones de pago. Por un tratado de 1405 entre Venecia y Antonio I Acciaioli de Atenas, fue incluido con el fin de salvar su frontera sur y lo liberó de la preocupación que había allí.
Trasladó a muchos campesinos y ganado a Caristo, el bastión eubeota de su hermano Nicolás, en un intento de protegerlos de los ataques turcos. Suleiman murió en 1410 y su sucesor, Musa Çelebi, renovó la guerra contra Bodonitsa casi de inmediato. A principios de la primavera, Bodonitsa fue sitiada, y Jacobo resistió, pero fue asesinado por unos traidores mientras defendía la ciudad. Sus hijos, incluyendo a su sucesor y mayor, Nicolás II, continuó manteniendo el castillo hasta Venecia pudiera enviar ayuda, pero el apoyo llegó demasiado tarde y la ciudadela cayó y Nicolás fue capturado.